# Carry On (Fun.)
Carry On è un singolo del gruppo musicale indie pop statunitense Fun., pubblicato il 23 settembre 2012 dall'etichetta discografica Fueled by Ramen ed estratto dal secondo album del gruppo Some Nights, pubblicato nel 21 febbraio 2012. La canzone è stata scritta dai membri della band: Nate Ruess, Andrew Dost e Jack Antonoff.

## Video
Nel video musicale della canzone diretto da Anthony Mandler, pubblicato il 24 ottobre 2012, i membri della band sono impegnati in attività notturne nella città di New York.